# Zagreb Indoors 2007
Lo Zagreb Indoors 2007, noto anche come PBZ Zagreb Indoors per motivi di sponsorizzazione, è stato un torneo di tennis giocato sul cemento indoor. 
È stata la 4ª edizione del Zagreb Indoors, 
che fa parte della categoria International Series nell'ambito dell'ATP Tour 2007.
Si è giocato al Dom Sportova di Zagabria in Croazia, dal 29 gennaio al 5 febbraio 2007.

## Campioni

### Singolare
Marcos Baghdatis ha battuto in finale  Ivan Ljubičić con il punteggio di 7–6(4), 4–6, 6–4

### Doppio
Michael Kohlmann /  Alexander Waske hanno battuto in finale  František Čermák /  Jaroslav Levinský con il punteggio di 7–6(5), 4–6, [10-5]